# Hiroshima Sun Plaza
Hiroshima Sun Plaza é um centro de exposição em Hiroshima, do Japão. Com capacidade de 6,052 pessoas, é usada principalmente para esportes e shows.